# 汤王墓
汤王墓又称汤陵，是中国商朝君主商汤的陵墓，位于安徽省亳州市谯城区汤王陵公园内。陵园面积约120平方米，封土为圆丘形，高5米，周长40米。墓前立刻有“商成汤王陵”石碑一通。